# Zemeros sipora
Zemeros sipora är en fjärilsart som beskrevs av Riley 1945. Zemeros sipora ingår i släktet Zemeros och familjen Riodinidae. Inga underarter finns listade i Catalogue of Life.